# Либерова, Лия Соломоновна
Ли́я Соломо́новна Ли́берова (6 июня 1948 — 10 апреля 2010) — русский литератор (поэт, прозаик, драматург), переводчица.

## Биография
Родилась в Киеве. Была ученицей пианиста Генриха Нейгауза.
Некоторые критики называют стиль Лии Либеровой романтическим сюрреализмом.  Пьеса-фарс «Голубятня бога, или Сальвадор на балу» была поставлена в 2001 году Московским Театром-содружеством актёров на Таганке.
Известна как интерпретатор музыки Скрябина, а ещё больше — как концептуальный поэт со своей мелодикой поэтического «Я».
Издано шесть книг стихов и прозы Л. С. Либеровой, в московских театрах были поставлены спектакли по её пьесам и стихам. В переводе Л. С. Либеровой с английского языка вышли романы Сары Блэкборн «Источник счастья» и «Упоительные грёзы» (1998). Художником-иллюстратором книг Лии Либеровой стал известный московский художник-график Анатолий Кретов-Даждь.
Умерла в 2010 году. Прах захоронен в колумбарии на Востряковском кладбище.